# Никола Илчев (борец, р. 1902)
Никола Илчев е български борец, боксьор и кечист, треньор по борба.

## Биография
Никола Илчев е роден на 25 февруари 1902 година в Стара Загора.
Започва да тренира бокс и борба в родния си град, в тогавашния клуб „Траяна“. Амбициозният младеж иска да мери сили с най-добрите и заминава за Франция през 1928 година с „алибито“, че ще учи. В Париж започва работа като обущар-чирак, но тренира бокс и бързо се утвърждава на ринга и стига до 15-рундов мач за купата на френската столица през 1930 година. От едната страна на въжетата е известният и „непобедим“ Гверно (французин от испански произход), от другата – Никола Жоржев (под това име бил представен). Публиката френетично подкрепяла Гверно, но след всеки рунд вече все по-силно се дочувало и „Хайде, българче“. И двамата понасят стоически атаките и продължават да търсят победата. Победител е Никола. Той печели Купата на Париж по бокс.
Синът на Никола Илчев – Петър, разказва за баща си:
„След няколко дни при баща ми отиват Дан Колов и Хари Стоев (Хараламби Стоев) вече постигнали слава в световната борба и кеча. Те поздравяват своя сънародник, а Хари казва на татко: „Боксът не е за тебе, виж си физиономията, стани борец! Ще те научим на свободна борба – кеч.“
Никола Илчев тогава е все още с насинено лице, със схваната челюст и се храни с каша и редки супи. Разбира, че, за да се впусне в голямата борба, му липсва достатъчно опит, но Хари Стоев настоява и поема разноските за обучението на Илчев в хърватската школа „Херкулес“. От там започват успехите на Никола Илчев като борец. Още на другата година той пак вдига Купата на Париж, но вече спечелена на тепиха, разказва синът му. Хари Стоев продължава да подкрепя старозагореца и в следващите години. Никола Илчев печели турнири в различни страни – Франция, Швеция, Турция и др. Най-знаменитите му борби са в Испания. Там играят само доказани шампиони в полутежка категория (до 75 килограма). Домакините имат една идея – да проведат така борбите, че накрая да спечели техният шампион Сароа.
Никола Илчев търси пари, за да участва в срещите. Дава му ги пак Хари Стоев. На своя клуб „Херкулес“ казва, че в Испания ще се запише като българин. Затова и отива да се представи в посолството на България там. Дипломатите не му обръщат никакво внимание. Участват 16 шампиона, а Никола Илчев не влиза в числото на фаворитите.
Борбите се провеждат според тогавашната традиция в цирка. Първите съперници на Никола Илчев не са му на нивото и той лесно ги побеждава. Това не остава незабелязано от Сароа. Среща с българина и му предлага сделка – да отстъпи премията си, а Никола да отстъпи в борбата. Илчев заявява, че той не се бори само за пари, а и за слава. На финала един срещу друг застават именно Сароа и Илчев. „Отстъпи ми или ще те убият!“ – казва по време на борбата Сароа. Темпераментните испанци непрекъснато показват камите и пистолетите си, които са взели, „за всеки случай“. Паве, хвърлено от публиката, удря българина, но срещата не е прекратена. Никола притиска съперника си, но тогава испанецът го удря с лакът в лицето. Устата на българина се пълни с кръв и лекарите прекратяват срещата. Победител е Сароа и испанците ликуват. След срещата Сароа отново кани българина в дома си. По-нататък Илчев се изправя срещу друг ибериец – Очоа. Той е шампион при най-тежките. Срещата е рекламирана като борба на силата срещу ловкостта. Никола побеждава и отново печели овациите на публиката.
На испанския турнир качествата на Илчев са оценени високо и от други. Борецът от Мартиника Гомес го кани на неговия остров, където обещава да печелят големи пари, въпреки че сам той е бил победен на ринга от Илчев, но българинът отказва, защото бърза да се върне във Франция. Там го чака едно момиче, което по-късно става негова съпруга, и го последва и в България.
В Париж Никола Илчев се разплаща със своя благодетел Хари Стоев и продължава да се бори, но тежките военни години го карат да се завърне в Родината. В България е мобилизиран в железопътната компания. Там започва неговата треньорска дейност, като постига забележителни успехи. Интересен момент в този етап от живота му е, че в началото на 70-те в страната ни гостува (на мемориала „Дан Колов – Никола Петров“) Анри Деглан. Същият световен шампион, носителят на диамантения пояс, който „предава“ на нашия борец Дан Колов.
Никола Илчев е подготвял плеяда големи български борци – Атанас Аргиров, Стоян Бойчев, Стоян Пенчев, Йовчо Енев, Димитър Чифудов, Станчо Колев, ...
Приживе е имал званието „заслужил треньор“. Считан е за един от най-силните кечисти в света.
Всяка година в Стара Загора се провежда турнирът по борба „Никола Илчев“. Състезанието има над 40 години история.